# Ujung Padang (Aek Natas)
Ujung Padang is een bestuurslaag in het regentschap Labuhan Batu Utara van de provincie Noord-Sumatra, Indonesië. Ujung Padang telt 4430 inwoners (volkstelling 2010).